# Amanda Marshall
Amanda Meta Marshall, née le 29 août 1972 à Toronto (Ontario), est une chanteuse pop-rock canadienne. Elle a lancé trois albums studio, dont le premier a été certifié diamant, le deuxième trois fois platine et le troisième, une fois platine.
Elle est surtout connue pour son single Birmingham (en), qui s'est hissé au troisième rang au Canada.

## Biographie
Marshall naît à Toronto, Ontario, Canada le 29 août 1972 d'un père caucasien et d'une mère trinidadienne. Elle aborde ses origines ethniques dans plusieurs de ses chansons,.
Marshall étudie la musique au cours de sa jeunesse. Elle fréquente le Conservatoire royal de musique de Toronto. Alors qu'elle joue dans un bar de Queen Street West, elle est remarquée par le guitariste Jeff Healey, qui l'emmène avec lui en tournée pendant un certain temps.

## Discographie

### Albums studio
| Année | Album                        | Palmarès | Palmarès | Palmarès | Palmarès | Certifications  |
| Année | Album                        | CAN      | US       | US Heat  | UK       | Certifications  |
| ----- | ---------------------------- | -------- | -------- | -------- | -------- | --------------- |
| 1995  | Amanda Marshall              | 4        | 156      | 6        | 47       | CAN: Diamant    |
| 1999  | Tuesday's Child              | 4        | —        | 30       | —        | CAN: 3x Platine |
| 2001  | Everybody's Got a Story (en) | 15       | —        | —        | —        | CAN : Platine   |
| 2023  | Heavy Lifting (en)           |          |          |          |          |                 |

### Compilations
| Année | Album                                     | CAN |
| ----- | ----------------------------------------- | --- |
| 2003  | Intermission: The Singles Collection (en) | 95  |
| 2006  | Collections                               | —   |
| 2008  | The Steel Box Collection                  | —   |

### Singles
| Année | Titre                       | Palmarès | Palmarès | Palmarès | Palmarès | Album                                |
| Année | Titre                       | CAN      | CAN AC   | US       | AUS      | Album                                |
| ----- | --------------------------- | -------- | -------- | -------- | -------- | ------------------------------------ |
| 1995  | Let It Rain                 | 10       | 5        | —        | 30       | Amanda Marshall                      |
| 1996  | Birmingham                  | 3        | 6        | 43       | —        | Amanda Marshall                      |
| 1996  | Fall from Grace             | 17       | 2        | —        | —        | Amanda Marshall                      |
| 1996  | Beautiful Goodbye           | 5        | 4        | —        | —        | Amanda Marshall                      |
| 1996  | Dark Horse                  | 5        | 1        | —        | —        | Amanda Marshall                      |
| 1997  | Sitting on Top of the World | 5        | 2        | —        | —        | Amanda Marshall                      |
| 1997  | Trust Me (This Is Love)     | 24       | 5        | —        | —        | Amanda Marshall                      |
| 1998  | Believe in You              | 10       | 3        | —        | —        | Tuesday's Child                      |
| 1999  | Love Lift Me                | 10       | 5        | —        | —        | Tuesday's Child                      |
| 1999  | If I Didn't Have You        | 31       | 11       | —        | —        | Tuesday's Child                      |
| 2000  | Shades of Gray              | 25       | 27       | —        | —        | Tuesday's Child                      |
| 2000  | Why Don't You Love Me?      | 42       | 26       | —        | —        | Tuesday's Child                      |
| 2001  | Everybody's Got a Story     | 6        | —        | —        | —        | Everybody's Got a Story              |
| 2002  | Sunday Morning After        | 20       | —        | —        | —        | Everybody's Got a Story              |
| 2002  | Marry Me                    | 19       | —        | —        | —        | Everybody's Got a Story              |
| 2002  | Double Agent                | 19       | —        | —        | —        | Everybody's Got a Story              |
| 2003  | The Voice Inside            | —        | —        | —        | —        | Everybody's Got a Story              |
| 2003  | Until We Fall In            | —        | —        | —        | —        | Intermission: The Singles Collection |

### Singles promotionnels
| Année | Single                    | Album                                      |
| ----- | ------------------------- | ------------------------------------------ |
| 1997  | This Could Take All Night | Tin Cup (bande-son)                        |
| 1997  | I'll Be Okay              | Le Mariage de mon meilleur ami (bande-son) |